# 원주 원동성당
원주 원동성당은 대한민국 강원특별자치도 원주시 원일로 27에 있는 0의 국가등록문화재 / 기타 / 종교시설이다. 2004년 12월 31일 대한민국의 국가등록문화재 제139호로 지정되었다.

## 개요
이 건물은 천주교 원주교구 주교좌 성당이다. 유신정권 시절 민주화 운동에 한 획을 그은 지학순 주교가 ‘원주선언’을 한 곳으로, 원주 지역 민주화 운동의 상징이기도 하였다. 장방형 평면으로 폭에 비해 길이가 매우 길며, 정면 중앙의 종탑 윗부분은 돔형으로 되어 있다. 외벽은 인조석 물씻기로 처리하고 줄눈을 사용해 석조처럼 보이게 하는 등 외관의 완성도가 높으며 건립 당시 원형이 잘 보존되어 있다.
1954년에 재건된 건물로 전후 복구된 성당건축으로는 드물게 형식적 완성도가 높고 원형보존이 잘 되어있으며, 1970년대 민주화 운동과도 관련이 있다.

## 연혁
- 1896년 8월 17일: 초대 르 메르 신부가 부임하면서 성당이 건립
- 1950년대 한국전쟁으로 파괴
- 1953년 말 : 성이 가씨인 중국인이 기본설계와 공사계획을 수립
- 1954년 : 본당 교우들의 성미운동과 노력봉사로 건립
- 1976년 : 1층 수녀원과 2층 강당 건립
- 1985년 : 교회와 교리실을 건립
- 1976년 5월 20일 1층 수녀원, 2층 강당 증축
- 1985년 6월 29일 교회 273m2, 연와조 함석 시멘트, 벽돌, 슬라브
- 1991. 5. 15 : 같은 위치 안에 지상5층 건축물 증축

## 참고 자료
- 원주 원동성당 - 국가유산청 국가유산포털